# Evander Holifild
Evander Holifild (engl. Evander Holyfield, izgovor:/ɪ'væn.dɝ/, nadimci engl. The Real Deal i engl. The Warrior; rođen 19. oktobra 1962) je američki bokser. Bio je apsolutni prvak sveta u kruzer i u teškoj kategoriji. Pet puta je osvajao titulu šampiona u teškoj kategoriji, po čemu je apsolutni rekorder.

## Amaterska karijera
Učestvovao je na Olimpijskim igrama u Los Anđelesu 1984. godine i osvojio bronzanu medalju. U polufinalu ga je diskvalifikovao jugoslovenski sudija Gligorije Novičić pošto je posle znaka da se prestane sa borbom nokautirao Novozelanđanina Kevina Berija. Beri zbog toga nije mogao da nastupi u finalu pa je zlato pripalo jugoslovenskom bokseru Antonu Josipoviću.

## Profesionalna karijera
Nakon toga, Holifild postaje profesionalac. WBA titulu u kruzer kategoriji osvojio je 1986. pobedom nad Dvajtom Muhamedom Kuaijom. Sledeće godine je osvojio IBF titulu, a u 1988. i WBC titulu i tako postao apsolutni prvak sveta u kruzer kategoriji.
Holifild tada prelazi u tešku kategoriju. Već 1990. godine izaziva Bastera Daglasa, tadašnjeg apsolutnog šampiona sveta, i dobija borbu nokautom u trećoj rundi. Tom pobedom Holifild postaje apsolutni prvak sveta u teškoj kategoriji. Titulu gubi 1992. godine nakon poraza od Ridika Bouvija. Ipak, Holifild ne odustaje i 1993. godine mu polazi za rukom da se revanšira Bouviju.
Međutim, već sledeći meč Holifild gubi od Majkla Murera. Tokom tog meča imao je srčane probleme, a zaradio je i povredu ramena u drugoj rundi. Vraća se u ring 1995. godine i gubi ponovo od Ridika Bouvija nokautom u sedmoj rundi.
Meč svog života Holifild je imao 1996. godine. Pobedio je Majka Tajsona nokautom u jedanaestoj rundi.
U revanšu godinu dana kasnije, Tajson je diskvalifikovan pošto je Holifildu otkinuo parče desne ušne školjke. Te godine Holifildu polazi za rukom da se revanšira Majklu Mureru, nakon čega je ujedinio titule u WBA i IBF verziji. Titule prepušta Lenoksu Luisu 1999. godine.
Holifild je poslednju titulu osvojio pobedom nad Džonom Ruizom 2000. godine, ali je već 2001. izgubio u revanš meču. Od tada je bezuspešno pokušavao da se vrati na tron. Poslednji pokušaj povratka imao je 2007. godine, kada je kao četrdesetčetvorogodišnjak izazvao WBO šampiona Sultana Ibrahimova, ali je taj meč izgubio jednoglasnom odlukom sudija.
Iako već u 46. godini, Holifild je pristao da se 20. decembra 2008. bori sa Nikolajem Valujevim, koji drži titulu u WBA verziji. Iako se dosta raspravljalo oko toga da li meč uopšte treba da se održi jer su mnogi smatrali da Holifild nema šta da traži protiv Valujeva, meč je bio potpuno ravnopravan od početka do kraja. Valujev je pobedio na bodove (114—114, 116—112, 115—114). Odluka sudija izazvala je veliko nezadovoljstvo poklonika boksa s obzirom na to da se, na osnovu svega što je prikazano u toku dvanaest rundi, činilo da je Holifild zaslužio pobedu u ovom meču.
U meču održanom 10. aprila 2010. u Las Vegasu pobeđuje Južnoafrikanca Fransisa Botu, dotadašnjeg prvaka sveta teške kategorije u WBF verziji, nokautom u osmoj rundi.

## Spoljašnje veze
- Zvanični veb-sajt Архивирано на веб-сајту  (19. фебруар 2021)